# THE IDOLM@STER (애니메이션)
<THE IDOLM@STER> (아이돌마스터)는 A-1 Pictures 제작의 일본의 애니메이션. 반다이 남코 게임스가 발매한 동명의 컴퓨터 게임 <THE IDOLM@STER> 시리즈를 원작으로 한 애니메이션화 작품. 텔레비전 애니메이션이 2011년 7월부터동년 12월까지 TBS 외로 전 25화가 방송되어, 특별편 1화가 영상 소프트 수록 작품의 선행 방송으로서 BS-TBS에서 방송되었다. 2014년 1월 25일에는 영화 <THE IDOLM@STER MOVIE 빛의 저편에!>가 공개되었다.

## 개요
예능 사무소의 프로듀서가 되어 여성 아이돌을 육성하는 게임 <THE IDOLM@STER> 시리즈의 텔레비전 애니메이션화 작품으로서는, 2007년에 선라이즈가 제작한 <아이돌마스터 XENOGLOSSIA>에 이어서의 제2작이다. 텔레비전 방송된 작품으로 한정하지 않는 경우는, 2008년의 <THE IDOLM@STER LIVE FOR YOU!>에 동고된 프런티어 워크스 제작에 의한 OVA판을 포함해 3번째의 애니메이션화 작품이 된다.
이전의 <XENOGLOSSIA>가 원안 게임으로부터 스타 시스템적으로 등장 인물을 답습하면서도 담당 성우가 달라, 내용도 원안 게임과는 '완전히 별개'로 형용되는 SF로봇 애니메이션인데 비해, 본작은 현대 일본의 예능 사무소를 무대로 12명의 여성 아이돌들이 스타에의 길을 걷는다, 대체로 원작 게임 <THE IDOLM@STER 2>의 골자를 답습한 내용이 되고 있다. 주요한 참가 스탭은 원작 게임의 팬을 공언하고 있으며, 또 원작 게임의 세계를 재현하는 것이 지향되고 있다. 본작에서는, 원작 게임의 극중이나 그 관련 CD를 통해서 발표되어 온, 등장 인물들의 담당 성우가 노래하는 아이돌 송의 여러 가지도 풍부하게 유용되고 있다.
텔레비전 애니메이션과의 연동 기획으로서 관련 모바일 사이트에서는 본편의 방송과 병행하는 형태로 각 화의 사이드 스토리를 그린 오디오 드라마 시리즈 <NO Make!>가 전달되었다. 그 외 공식 사이트에서는 WEB판 30초 예고와 실사판 예고 <슈로쿠고!>도 전달되었다. 또, 텔레비전 애니메이션 제 15화부터 등장한 극중내 프로그램 <나맛스카!? 선데이>는 실제로 특집 페이지가 만들어져 본편 중에서의 등장 인물의 발언 대로 본편의 원 신의 영상이 전달되었다.

## 극장판
<THE IDOLM@STER MOVIE 빛의 저편에!> (아이돌마스터 무비 카가야키노무코가와에!)의 타이틀로 2014년 1월 25일에 공개되었다. 텔레비전 애니메이션의 속편으로서 자리매김되고 있다.
2013년 2월 10일에, 마쿠하리 멧세에서 행해진 라이브 이벤트 <THE IDOLM@STER MUSIC FESTIV@L OF WINTER!!>의 낮공연에서 제작이 발표되었다. 제작은 텔레비전 애니메이션판의 스탭이 담당해, 또 메인 캐스트도 텔레비전 애니메이션판과 같다는 것이 발표되었다. 2013년 8월 4일에, 파시피코 요코하마 국립대 홀에서 개최된 라이브 이벤트 <THE IDOLM@STER 8th ANNIVERSARY HOP! STEP!! FESTIV@L!!! @YOKOHAMA0804>에서, 공개가 2014 연초봄이라고 공식으로 발표되며 또 9월 22일 마쿠하리 이벤트 홀에서 개최된 <THE IDOLM@STER 8th ANNIVERSARY HOP! STEP!! FESTIV@L!!! @MAKUHARI0922>에서 공개일이 발표되었다.
공개된 PV에서, 765프로의 새로운 스토리로서 새롭게 각본을 새로 써, 완전한 신작이라는 것이 밝혀졌다. 또, 2013년 11월 2일에 행해진 비밀 이벤트에서, 새롭게 <밀리언 라이브!>로부터 나나오 유리코·사타케 미나코·모치즈키 안나·키타자와 시호·야부키 카나·요코야마 나오·타카하시 리카의 7명이 게스트 출연하는 일도 공표되었다.
캐치 카피는 "모두와 스테이지에!!", "게임에서 텔레비전, 그리고 무대는 스크린에!!".
전국 39스크린으로 공개되어 2014년 1월 25·26일의 첫날 2일간으로 흥행 수입 1억 4,987만 6,900엔, 동원 8만 1262명이 되어, 영화 관객 동원 랭킹 (흥행 통신사 조사)으로 첫등장 제5위를 기록, 그 앞으로 4주 연속으로 관객 동원수 TOP 10 들이를 이루었다. 또, 피어의 첫날 만족도 랭킹에서는 제3위가 되고 있다. 공개 2주째의 누계 흥행 수입은 2억 6,700만 9,000엔을 기록해, 2014년 5월 30일의 공개 종료까지 관객 동원수 46만 2570명, 누계 흥행 수입은 6억 7818만 4800엔, 최종 공개관수는 85관이 되었다.
상영 개시일의 2014년 1월 25일에는 신쥬쿠 발트 9에서 주요 캐스트 14명에 의한 무대 인사를 해 그 모양은 전국의 영화관에서 라이브 뷰잉 중계를 했다. 또, 이벤트 <THE IDOLM@STER M@STERS OF IDOL WORLD!! 2014>의 공연일이 되는 2월 22·23일에는 회장인 사이타마 슈퍼 아레나 근처의 MOVIX 사이타마에서, 상영중의 사이리움 사용이나 환성·콜을 특별히 해금한 <THE IDOLM@STER MOVIE 치어링 상영회>가 개최되고 있다.
또 2월 15일에는 3월부터 차례차례 스크린수를 확대해, 47 도도부현 모든 스크린으로 상영을 실시하는 것이 발표되었다. 이에 의해 당초는 6주 예정이었던 내장자 특전 선물이 2주 연기되어 8주가 되었다.
게다가 10월 8일 발매의 Blu-ray&DVD의 완전 영상 (VideoM@ster판)을 상영용으로 새롭게 리마스터화한 것이, 9월 19일부터 전국 40스크린으로 공개되고 있다.
10월 6일의 시점에서 VideoM@ster판의 흥행 수입이 8679만을 넘어 1월부터의 공개분과 아울러 흥행 수입이 7억 6500만을 넘었다.

### 개요 (극장판)
뉴 이어 라이브로부터 때는 흘러 계절은 여름. 하루카의 아이돌 상품 수상, 치하야의 해외 레코딩, 미키의 할리우드 영화 출연 등 아이돌들은 바쁜 날들을 보내고 있었다.
그런 가운데, 765프로는 새로운 스텝으로서 아레나에서의 라이브 개최를 결정한다.
또한, 새로운 시도로서 하루카를 리더로 앉혀 백 댄서로서 스쿨에 다니는 카나, 시호, 나오, 세리카, 안나, 미나코, 유리코를 가세한다고 한다.
아레나 라이브를 향해 합숙에 들어가는 765프로이지만, 백 댄서들은 필사적으로 따라가려는 것도 765프로의 실력에 압도 되어 버린다.
그런데도 어떻게든 합숙을 끝내 마지막 날을 맞이하지만, 그 밤 프로듀서는 아레나 라이브를 끝내면 할리우드에 1년간 연수하러 가는 것을 모두에게 고한다.

### 극장판에서의 등장인물
아레나 라이브의 백 댄서
765프로가 아레나 라이브를 실시함으로써, 백 댄서로서 모아진 아이돌 후보생들. 소셜 게임 <MILLION LIVE!>에서의 게스트 출연이지만, 출연에 임해 일부 설정 등이 다른 경우도 있다.
야부키 카나 (矢吹 可奈)
소리- 키도 이부키
키타자와 시호 (北沢 志保)
소리- 아마미야 소라
하코자키 세리카 (箱崎 星梨花)
소리- 아사쿠라 모모
나나오 유리코 (七尾 百合子)
소리- 이토 미쿠
모치즈키 안나 (望月 杏奈)
소리- 나츠카와 시이나
요코야마 나오 (横山 奈緒)
소리- 와타나베 유이
사타케 미나코 (佐竹 美奈子)
소리- 오오제키 에리

### 스탭 (극장판)
- 원작- 반다이 남코 게임스
- 캐릭터 원안- 쿠보오카 토시유키
- 감독・캐릭터 디자인・총작화 감독 - 니시고리 아츠시
- 각본 - 니시고리 아츠시, 타카하시 타츠야
- 시리즈 연출 - 타카오 노리코
- 그림 콘티 - 니시고리 아츠시, 타카오 노리코, 마스야마 료지, 이토우 타케시, 칸베 오모루
- 연출 - 타카오 노리코, 마스야마 료지, 이토우 타케시, 다카하시 타다시전, 하라다 타카히로, 니시고리 아츠시
- 작화 감독 - 타나카 유우수케, 야마구치 사토시, 화전 아키라, 오쿠다 요시코, 아카이 타카후미, 니시고리 아츠시
- 미술 감독 - 스스키이 쿠시로
- 미술 설정 - 우에무라 쥰
- 디자인 워크스 - 타나카 유우수케, 야마구치 사토시, 토우게강 후토시, 오쿠다 요시코, 야마다 마사3
- 색채 설계 - 나카지마 카즈코
- 촬영 감독 - 타무라 히토시, 카토 신야
- 편집 - 미시마 아키라기
- 음향 감독 - 키쿠타 히로미
- 음악 - 타카다 류이치 (MONACA)
- 음악 프로듀서 - 카시와타니 토모히로, 나카가와 코지
- 기획 - 오오시타 사토시, 나츠메 키미카즈 아키라, 사카모토 코우야츠, 마에야마관방
- 프로듀서 - 사카가미 햇빛3, 토바양전, 야마구치 야스시광, 카시와타니 토모히로
- 애니메이션 프로듀서 - 후쿠시마우일
- 정체- 롯데리아, 로손, 빔스
- 협력 - 반다이 남코 스튜디오, 남코, 반프레스토, 반다이, 메가 하우스, 란티스, 브시로드, 글리, 이치진샤, 무빅, 에크싱, 도완고, 프런티어 워크스, 히비키 뮤직, 분카 방송, 아이돌마스터 개발 팀
- 제작 - A-1 Pictures
- 제작 - THE IDOLM@STER MOVIE 제작 위원회 (반다이 남코 게임스, 애니플렉스, TBS, 일본 컬럼비아)
- 배급 애니플렉스

### 주제가 (극장판)
주제가 <M@STERPIECE>
작사- yura /작곡-신전새벽 (MONACA)/편곡-신전아키라, 타카다 류이치 (MONACA)/노래 - 아마미 하루카, 호시이 미키, 키사라기 치하야, 타카츠키 야요이, 하기와라 유키호, 키쿠치 마코토, 후타미 아미/마미, 미나세 이오리, 미우라 아즈사, 시죠 타카네, 가나하 히비키
오프닝 테마 <THE IDOLM@STER>
작사-나카무라 메구미/작곡・편곡- NBGI (사사키 히로시인)/노래- 765 PRO ALLSTARS
엔딩 테마 <무지갯빛 미러클>
작사-모리 유리코/작곡- NBSI (나카가와 코지)/편곡- NBSI (kyo)/노래- 765 PRO ALLSTARS
극중노래
<라무네빛 청춘>
작사- NBGI (모모키에이지)/작곡・편곡-타나카 히데카즈 (MONACA)/노래- 765 PRO ALLSTARS
<Fate of the World>
작사・작곡・편곡- NBSI (kyo)/노래 - 아마미 하루카, 호시이 미키, 키사라기 치하야
<잠자는 공주>
작사-모리 유리코/작곡・편곡- NBGI (시이나 고)/노래 - 키사라기 치하야
<shiny smile>
작사-아침해제/작곡・편곡- NBGI (Yoshi)/노래 - 아마미 하루카, 가나하 히비키
<GO MY WAY!!>
작사- yura /작곡・편곡- NBGI (신전효)/노래- 765 PRO ALLSTARS
<MUSIC♪>
작사- yura /작곡・편곡- NBGI (와타나베량)/노래 - 아마미 하루카, 키사라기 치하야, 미우라 아즈사

### CD (극장판)
각각의 첫회 한정반에는 극장용으로 5.1 ch로 리믹스 된 BGM가 수록된 Blu-ray Disc Audio가 동고 된다.
M@STERPIECE
2014년 1월 29일 발매. 주제가 <M@STERPIECE> 등을 수록.
THE IDOLM@STER MOVIE ORIGINAL SOUNDTRACK
2014년 2월 5일 발매. 극중에서 사용된 BGM 및 삽입곡을 수록.
라무네빛 청춘
2014년 6월 18일 발매. 삽입곡 <라무네빛 청춘> 외, 첫CD화가 되는 <기다려 프린스 (M@STER VERSION)>를 수록.
무지갯빛 미러클
2014년 8월 13일 발매. ED곡 <무지갯빛 미러클>과 삽입곡 <Fate of the World>를 수록.

### BD / DVD (극장판)
2014년 10월 8일 발매.
BD에는 샤이니페스타 동고완전 생산 한정판과 완전 생산 한정판, DVD는 완전 생산 한정판과 통상판이 있다. 샤이니페스타 동고한정반에는, <SHINY FESTA>에 수록되고 있던 애니메이션 에피소드 3개가 수록된 특전 BD가 부속.
완전 생산 한정판에는, 무대 인사 다이제스트와 캐스트 좌담회를 수록한 특전 DVD, <M@STERPIECE> <무지갯빛 미러클> <라무네빛 청춘>의 신록 리어레인지판과 드라마 파트를 수록한 특전 CD <PERFECT IDOL THE MOVIE>, 특제 무크책과 비주얼 북이 부속된다.

### 내용주
1. ↑  시리즈의 제1작은 구 남코로부터 가동되었다.
2. ↑  지연 넷 국에서의 정확한 방송 기간에 대해서는 '방송국'을 참조.
3. ↑  애니메이션화 결정 프로모션 비디오로 작중의 프로듀서 (=게임의 주인공)가 '3번째의 정직'이라고 발언하고 있어[2], 그에 대해서는 우회적으로 언급한다.
4. ↑  765 프로덕션 소속의 현역 아이돌로서 활동하고 있는 멤버는 12명이기 때문에, 여기에서는 12명으로 했다. 그러나 아이돌로서는 일선을 물러나 프로듀서를 하고 있는 아키즈키 리츠코나, 사무원 오토나시 코토리가 극중노래를 피로하는 장면도 있어, 텔레비전 애니메이션 본편의 제1화 첫머리에서는 리츠코를 수에 넣어 '13명의 여자 아이'라고 하고 있다. 자세한 것은 '#등장인물'을 참조.

### 참조주
1. ↑  “애니메이션 <아이돌마스터>는 TBS, BS-TBS외로 방송!모바일 연동 기획도 실시!!”. 《전격 온라인》. 아스키 미디어 워크스. 2011년 2월 10일. 2011년 2월 10일에 확인함.
2. ↑  “인기 게임 <THE iDOLM@STER>의 애니메이션화가 결정, 이번이야말로 아이돌의 것이 되는 모양”. 《Livedoor 뉴스》 (라이브도어). GIGAZINE. 2011년 1월 11일. 2011년 11월 28일에 확인함.
3. ↑  “2007년 4월, 강철의 아이돌이 홰친다!! <아이돌마스터 XENOGLOSSIA>”. 《파미통. com》. 엔터 브레인. 2007년 3월 6일. 2011년 11월 28일에 확인함.
4. 1 2  〈게임으로부터 뛰쳐나와 노래해 춤춘다!! 아이돌들의 군상극 아이돌마스터〉. 《어른 애니메이션》. 양천사 MOOK. vol.21. 양천사. 2011년 8월 8일. 146쪽. ISBN 978-4-86248-772-8. 다음 글자 무시됨: ‘ 일본 서적’ (도움말)
5. ↑  “인트러덕션”. 《애니메이션 <THE IDOLM@STER> 공식 사이트》. NBGI /PROJECT IM@S. 2013년 6월 19일에 원본 문서에서 보존된 문서. 2011년 11월 30일에 확인함.
6. ↑  PROJECT iM@S 2nd VISION (2013년 4월 1일). “샤이니페스타의 신곡도 수록된 베스트 앨범 시리즈 발매 결정!”. 《아이돌마스터 공식 브로그》. 사이버 에이전트. 2013년 4월 5일에 확인함.
7. ↑  “애니메이션 <아이돌마스터>의 극장판이 제작 결정! 제작은 A-1 Pictures, 감독은 니시고리 아츠시 씨가 맡아 각본에는 타카하시 타츠야 씨가 참가”. 《전격 온라인》. 2013년 2월 10일에 확인함.
8. ↑  “PS3 신작은 13명을 프로듀스! 극장 애니메이션에의 <밀리언 라이브!> 조등장도 밝혀진 <아이돌마스터> 아카바네 비밀 이벤트 리포트”. 《Gamer》. 2013년 11월 4일에 확인함.
9. ↑  미부 사토시 유타카,<영원의 0>이 기세 멈추지 않고 V6! <아이마스> 극장판은 5위 첫등장!【영화 주말 흥행 성적】 (2014년 1월 28일) 시네마 오늘, 2014년 1월 28일 열람.
10. ↑  “관객 동원수·흥행 수입, 최종 보고 (프로듀서 여러분에게)”. 《공식 사이트》. 2014년 6월 3일. 2014년 6월 5일에 확인함.
11. ↑  4 gamer.net/games/137/G013714/20140128025/영화 공개를 기념해 행해진, <극장판 '아이돌마스터' 765프로 presents 공개 기념 프리미어 무대 인사~빛의 저편에!~>를 리포트- 4 Gamer.net, 2014년 1월 29일 열람.
12. ↑  SSA 라이브 개최 기념!<THE IDOLM@STER MOVIE 치어링 상영회> 개최 결정! - 극장판 공식 사이트
13. ↑  3월부터, 47 도도부현 모두로 상영 결정! - 극장판 공식 사이트
14. ↑  개요-극장판 공식 사이트[깨진 링크(과거 내용 찾기)]
15. ↑  수입 7.65억엔 달성!